# إليري هانلي
إليري هانلي (بالإنجليزية: Ellery Hanley)‏ هو لاعب دوري الرغبي أسترالي، ولد في 21 مارس 1961 في ليدز في المملكة المتحدة.